# Chicureo Abajo
Chicureo Abajo är en ort i Chile.   Den ligger i provinsen Provincia de Chacabuco och regionen Región Metropolitana de Santiago, i den södra delen av landet, 19 km norr om huvudstaden Santiago de Chile. Chicureo Abajo ligger 568 meter över havet och antalet invånare är 18 000.
Terrängen runt Chicureo Abajo är varierad. Runt Chicureo Abajo är det mycket tätbefolkat, med 3 134 invånare per kvadratkilometer.. Närmaste större samhälle är Santiago de Chile, 19,2 km söder om Chicureo Abajo. 
Omgivningarna runt Chicureo Abajo är i huvudsak ett öppet busklandskap.